# 다이버전트 시리즈: 얼리전트
《다이버전트 시리즈: 얼리전트》(영어: The Divergent Series: Allegiant 혹은 간단히 Allegiant)는 2016년 개봉한 미국의 디스토피아 SF 액션 영화로, 버로니카 로스의 2013년 소설 〈얼리전트〉를 영화화하였다. 《다이버전트》(2014)와 《인서전트》(2015)의 속편이자 다이버전트 영화 시리즈 마지막 작품이다.

## 출연진
- 셰일린 우들리
- 시오 제임스
- 제프 대니얼스
- 마일스 텔러
- 앤설 엘고트
- 조이 크래비츠
- 매기 큐
- 레이 스티븐슨
- 메카이 파이퍼
- 대니얼 대 김
- 빌 스카르스고르드
- 옥타비아 스펜서
- 나오미 와츠
- 리베카 피전
- 잰더 버클리
- 키넌 론즈데일
- 조니 웨스턴
- 나디아 힐커
- 앤디 빈
- 애슐리 저드

## 기타 제작진
- 총괄 제작: 닐 버거, 데이비드 호버먼, 토드 리버먼, 배리 월드먼
- 배역: 비너스 카나니, 메리 버뉴
- 미술: 앨릭 해먼드
- 세트: 캐시 루커스
- 의상: 말린 스튜어트
- 분장: 다이앤 헬러
- 헤어: 셰릴 A. 대니얼스